# Melanochaeta vulgaris
Melanochaeta vulgaris är en tvåvingeart som först beskrevs av Adams 1905.  Melanochaeta vulgaris ingår i släktet Melanochaeta och familjen fritflugor. Inga underarter finns listade i Catalogue of Life.